# Gyula Szapáry
Gyula Graf Szapáry von Szapár, Muraszombat und Széchysziget (* 1. November 1832 in Pest, Kaisertum Österreich; † 20. Januar 1905 in Opatija, Österreich-Ungarn) war ein ungarischer Politiker und 1890 bis 1892 Ministerpräsident Ungarns.

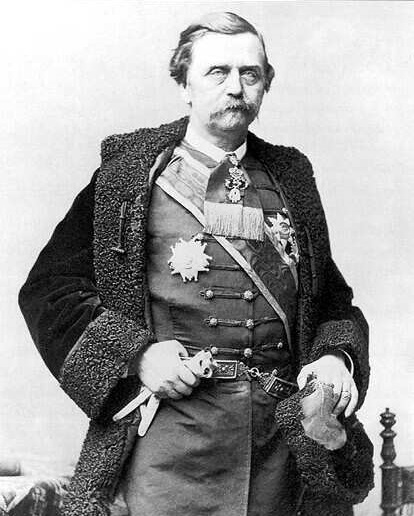
Gyula Szapáry (1890)

## Leben
Szapáry war Mitglied einer Magnatenfamilie und Großgrundbesitzer. Er studierte Rechtswissenschaft, trat in den Staatsdienst ein und wurde Obergespan des Komitats Heves. Er war während neun Legislaturperioden für die Liberale Partei Abgeordneter im Budapester Reichstag. 1870 ging er als Staatssekretär ins Verkehrsministerium, wurde 1873 Innenminister, 1878 bis 1887 Finanzminister in der Tisza-Regierung, danach auch Minister für Verkehr und ab 1889 Landwirtschaftsminister.
Szapáry heiratete 1877 Karolin Festetics de Tolna (1838–1919), aus der Ehe gingen sieben Kinder hervor.

### Ministerpräsident
In seiner Amtszeit als Regierungschef Ungarns von 13. März 1890 bis 17. November 1892 konnten Gesetze zur Förderung der Industrie, Sozialreformen und eine Währungsreform, die Umstellung von Silberforint auf Goldwährung, die Goldkrone, federführend durch Finanzminister Sándor Wekerle, durchgeführt werden. Szapáry wird als wenig herausragender, vorsichtiger konservativer Politiker, Technokrat oder Bürokrat beschrieben, aber er konnte sich auf erfahrene Minister stützen, die er großteils aus der Regierung Tiszas übernommen hatte. Daher folgte seine Regierung im Wesentlichen auch der Politik seines Vorgängers. Eine Verwaltungs- und Kirchenreform gelang jedoch nicht und nachdem die nationale Opposition bei den Parlamentswahlen 1892 an Boden gewann, trat Szapáry zugunsten Wekerles zurück.